# Maroef Amatstam
Maroef Amatstam is een Surinaams pop-Jawa-zanger en songwriter. Hij leerde Javaans op latere leeftijd en wordt door Parbode 'Surinames bekendste Javaanse zanger' genoemd. Hij is onder meer bekend als zanger van de formatie The Future Club en van zijn optredens in SuriPop. Hij treedt op in Suriname en Nederland.

## Biografie
Amatstam is rond 1971/1972 geboren en is de jongste uit een gezin van dertien kinderen. Hij groeide op in het bauxietstadje Billiton in Para, waar er met de aanwezige voetbal- en basketbalvelden voor kinderen altijd wel iets te doen was. Thuis werd er veel gezongen en hij wist al op jonge leeftijd dat hij zanger wilde worden. Zijn broer Ragmad en zus Aidah groeiden eveneens uit tot bekende zangers.
Als jongeling zong hij in bandjes en schreef hij zijn eerste liedjes. Omdat er in Billiton allerlei bevolkingsgroepen bij elkaar wonen, kende hij ondanks zijn culturele achtergrond geen Javaans. Hij schreef en zong daarom vooral in het Sranan; later kwamen daar ook het Nederlands, Engels en Javaans bij. Hij is assistent-jeugdtrainer bij SV Robinhood in Paramaribo en sinds circa 2011 werkzaam bij de communicatie-afdeling van het ministerie van Binnenlandse Zaken.
Amatstam deed meermaals mee aan SuriPop, waaronder drie maal met een lied van de componist Harold Gessel. In 2005 richtte hij The Future Club op waarvan hij de leadzanger is. De groep bracht meerdere cd's uit. De single Wan Dren van het gelijknamige album uit 2010 bereikte de nummer 1-positie van meerdere Surinaamse hitlijsten.
Hij kwam meermaals naar Nederland, waaronder in shows van de SuriToppers. Terwijl in 2020 corona uitbrak, onderbrak hij na twee optredens een serie van vijf shows in Nederland. Bij terugkeer in Suriname ging hij eerst twee weken in quarantaine.